# Malte Hossenfelder
Malte Hossenfelder (* 27. April 1935 in Bad Segeberg; † 9. August 2011) war ein deutscher Philosoph, Latinist und Gräzist sowie Übersetzer.

## Leben
Malte Hossenfelder studierte Philosophie und klassische Philologie in Tübingen, Hamburg und Gießen. 1964 promovierte er in Gießen bei Hans Blumenberg. Er war zunächst in Gießen, dann in Bochum und ab 1970 in Münster Assistent Blumenbergs. 1973 habilitierte er sich in Philosophie an der Westfälischen Wilhelms-Universität. Von 1976 bis 1991 war er dort C3-Professor für Philosophie. Zu seinen Schülern gehörten der Generaldirektor der Bayerischen Staatsbibliothek, Klaus Ceynowa, und der Schriftsteller Achim Engstler, deren Dissertationen über Hans Vaihinger und Salomon Maimon er betreute. 1991 erhielt Hossenfelder als Nachfolger von Ernst Topitsch einen Ruf an die Universität Graz, wo er 12 Jahre lang lehrte und am 1. Oktober 2003 emeritiert wurde. Auch nach seiner Emeritierung engagierte er sich noch in der Lehre. Hossenfelder war bekennender Gourmet und illustrierte seine Seminarveranstaltungen wie auch seine philosophischen Arbeiten gerne mit gastronomischen Beispielen.

## Werk
Hossenfelder war einer der ersten deutschen Philosophen, der die in der Tradition der Analytischen Philosophie stehenden Kant-Interpretationen Peter Strawsons und Jonathan Bennetts produktiv aufnahm. Er stellte „Kants Lehren durchgängig als unhaltbar, seine Argumentationen als lückenhaft oder zirkulär, seine Ziele als nicht erreichbar dar“.
Seine Übersetzung des Sextus Empiricus belebte die Diskussion über die antike und moderne Skepsis neu, indem er philosophische Epochen als Zeiträume mit einem bestimmten philosophischen „Problembewusstein“ charakterisierte. Gehe man davon aus – so Hossenfelder –, dass zu bestimmten Zeiten bestimmte Probleme bearbeitet werden, dann könne man auch davon ausgehen, dass die daran beteiligten Philosophen „gewisse Grundüberzeugungen“ teilten. Es sei daher die philosophie-historische Aufgabe, diese darzustellen. In seiner mehrfach wiederaufgelegten Geschichte der hellenistischen Philosophie führte er die drei hellenistischen Schulen Stoa, Epikureismus und Skepsis auf die gemeinsame Überzeugung, bzw. auf das wünschenswerte systematisches Grundprinzip zurück: nämlich den „inneren Zustand“ der Seelenruhe zu erreichen.

## Schriften (in Auswahl)
- Der Wille zum Recht und das Streben nach Glück. Grundlegung einer Ethik des Wollens und Begründung der Menschenrechte. Beck, München 2000; ISBN 3406459234.
- Antike Glückslehren. Quellen in deutscher Übersetzung (= Kröners Taschenausgabe. Band 424). Kröner, Stuttgart 1996, ISBN 3-520-42401-0.
- Epikur (= Becksche Reihe 520: Denker). Beck, München 1991 (19982, 20063).
- Stoa, Epikureismus und Skepsis (= Geschichte der Philosophie, Bd. 3: Die Philosophie der Antike, Bd. 3). Beck, München 1985 (19952); ISBN 3-406-30841-4.
- Kants Konstitutionstheorie und die Transzendentale Deduktion. de Gruyter, Berlin-New York 1978. ISBN 978-3-11005969-4.
- Sextus Empiricus, Grundriß der pyrrhonischen Skepsis. Einleitung und Übersetzung. Suhrkamp, Frankfurt/M. 1968 (19852, 19933).
- Ungewißheit und Seelenruhe. Die Funktion der Skepsis im Pyrrhonismus. Gießen 1964 (= phil. Dissertation).